# Marido en alquiler
Marido en alquiler est une telenovela américaine diffusée entre le 10 juillet 2013 et le 13 janvier 2014 sur Telemundo.

## Synopsis
Griselda Carrasco est une femme forte, travailleuse, déterminée et combattante qui travaille comme bricoleuse pour soutenir et nourrir sa famille. Griselda ayant par inadvertance, passé 15 années sans l'amour d'un homme (après la mystérieuse disparition de son ex-mari José Salinas), rencontrera enfin l'amour dans le cadre de son travail : le destin ou la chance la conduira à Reinaldo Ibarra, un honnête homme et chef cuisinier a qui la conclusion lui vient assez progressivement que Griselda sera son véritable et unique amour. Cependant, Reinaldo est marié à Teresa Cristina, une femme sombre et cruelle qui cache un passé terrible... Lorsque celle-ci voit son mari s'éloigner peu à peu d'elle et donc se mettre en couple avec Griselda, elle va tout faire pour empêcher leur bonheur et est capable du pire...

## Distribution
- Sonya Smith : Griselda Carrasco
- Juan Soler : Reinaldo Ibarra
- Maritza Rodríguez : Teresa Cristina Palmer Silva de Ibarra
- Miguel Varoni : José Salinas
- Roberto Manrique : José Enrique "Kike" Salinas Carrasco
- Gabriel Coronel : José Antonio Salinas Carrasco
- Kimberly Dos Ramos : Patricia Ibarra Palmer
- Ricardo Chavez : Gabriel Rodríguez
- Pablo Azar : Rafael Álamo
- Ana Carolina Grajales : María Amalia Salinas Carrasco
- Paulo Quevedo : Juan Pablo Palmer Silva
- Sandra Destenave : Esther Salas de Palmer
- Ariel Texido : Rosario "Ro" Valerio Flores
- Daniela Navarro : Bárbara González
- Alba Roversi : María Iris Silva "Tía Iris"
- José Guillermo Cortines : Máximo Durán
- Maite Embil : Celeste Porras
- Ismael La Rosa : Simón
- Dad Dáger : Paloma Ramos Silva
- Víctor Corona : Manuel Porras
- Gabriel Valenzuela : Fernando
- Adrián Carvajal : Daniel
- Jalymar Salomon : Clara Martínez
- Lino Martone : Elio Salinas
- Sol Rodríguez : Sol Porras
- Anthony Álvarez : Iván Rouge
- María del Pilar Pérez : Vanessa Flores
- Adriana Lavat : Marcela Cortés
- Sandra Eichler : Alba Perkins
- Ahrid Hannaley : Beatriz Lobo
- Nadia Escobar : Elsa
- Gustavo Pedraza : Mario
- Emmanuel Pérez : José Enrique Salinas González "Kikito"
- Luis Álvarez Lozano : Leonardo Martínez
- Natacha Guerra : Marcia Peña de Montiel
- Carlos Arreaza : Honorio Freites "El Gigante"
- Roxana Peña : Matilde
- Aneudy Lara : Eduardo
- Zuleyka Andrade : Carolina
- Giovanna del Portillo : Ellen
- Maria Corina Ramirez : Penny
- Lance Dos Ramos : Víctor
- Natasha Domínguez : Diosa
- Martha Mijares : Doña Olga
- Viviane Ligarde : Susana
- Elluz Peraza : Mirna Bello / Doña Giselle Salinas
- Cristian Adrian : Joe
- Karolina Pulgar : Gloria
- Arancha Solís : Monica Ramos
- Riczabeth Sobalvarro : Déborah
- Luciano Patino : Alberto
- Jamie Sasson : Carol
- Rodrigo Aragón : Fred
- Tomas Doval : Clinton
- Oscar Diaz : Detective Ríos
- David Saltof : Silva

## Diffusion internationale
- Telemundo
- Telesudamérica
- Televen
- Telesistema 11
- TVN
- Gala TV

## Autres versions
- Fina Estampa (Rede Globo, 2011-2012)

### Sources
- (en) Cet article est partiellement ou en totalité issu de l’article de Wikipédia en anglais intitulé « Marido en alquiler » (voir la liste des auteurs).

- (es) Cet article est partiellement ou en totalité issu de l’article de Wikipédia en espagnol intitulé « Marido en alquiler » (voir la liste des auteurs).